# Live Arts Week

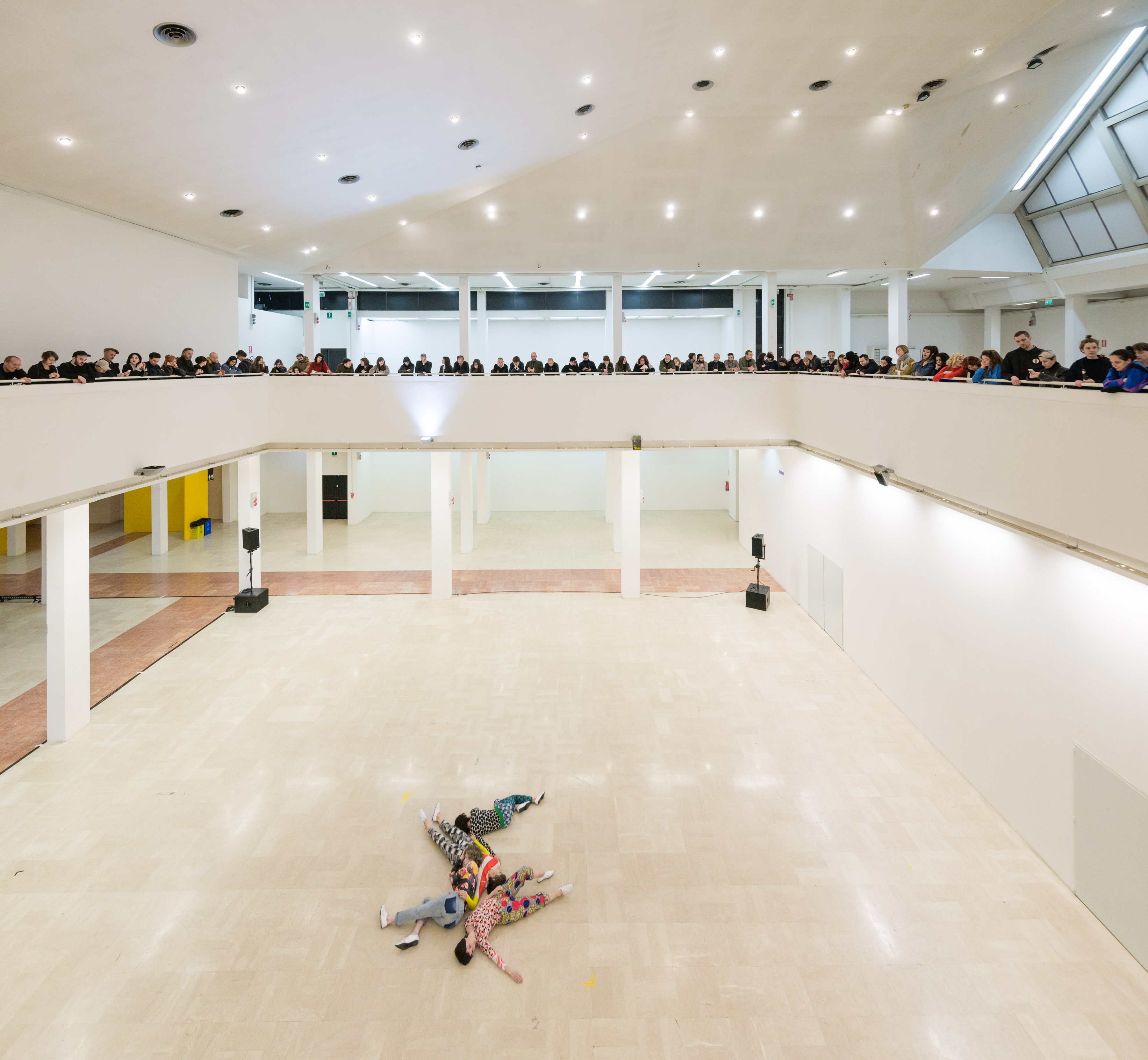
Photo Maria Hassabi - STAGED? - Live Arts Week VI, 2017 - Ex GAM Bologna

Live Arts Week, anche conosciuto con il nome-alias di Gianni Peng, è un progetto dell'organizzazione culturale bolognese Xing nato nel 2012 dalla fusione dei precedenti due festival realizzati a Bologna tra il 2000 ed il 2011: Netmage - International Live Media Festival e F.I.S.Co. - Festival Internazionale sullo Spettacolo Contemporaneo.
Live Arts Week ha luogo in Bologna, a cadenza annuale, e si sviluppa nell'arco di una settimana in diversi luoghi della città

## Missione
Evento dedicato alle live arts, presenta un insieme eterogeneo di performance che ruotano intorno alla presenza e all’esperienza percettiva di corpi, movimenti, suoni e visioni. Live Arts Week riflette una concezione dell'arte come esperienza, fatta di temporalità, posture e immaginari. I programmi di ciascuna edizione raccordano tensioni estetiche e pratiche rappresentative del mondo contemporaneo, articolati in un palinsesto di opere dal vivo (performance, ambienti, concerti, expanded cinema, live media) presentate da personalità di spicco della ricerca contemporanea internazionale.
Gianni Peng, nome che accompagna il festival nella sua crescita biologica, indica il fenomeno della transizione.

## Storia

### Edizione 2012
Luoghi:

Palazzo Re Enzo • Teatro Duse • Spazio Carbonesi •  Hotel Palace • Nowhere • Palazzo Pepoli - Museo della Storia di Bologna

Artisti:
- Anne Juren (FR-AU)
- Antonia Baehr (DE)
- Blues Control (US)/Laraaji (US)
- Canedicoda(IT)/Mirko Rizzi (IT)
- Christine De Smedt (BE)
- Claudia Castellucci (IT)
- Cristina Rizzo (IT)/Lucia Amara (IT)
- Denis Tyfus (BE)/Vom Grill (BE)
- Floris Vanhoof (BE)
- Hartmut Geerken (DE)
- Hieroglyphic Being  (US)
- Jan Ritsema (NL)
- Krõõt Juurak (EE)
- Luca Trevisani (IT)
- Luís Miguel Félix (PT)
- Marino Formenti (IT-AT)
- Orphan Fairytale (BE)
- Ottaven (IT)
- Robert Steijn (NL-AT)
- Salka Ardal Rosengren (SE)
- Saša Asentić (RS)
- Silvia Costa (IT)
- The Claw ( (US)
- Yannick Val Gesto  (BE)/Roman Hiele (BE)
- Xavier Le Roy (FR/DE)
- Yves-Noël Genod(FR)
- Giovanni Anceschi (IT)
- Ben Rivers (GB)
- Mattin (ES)

### Edizione 2013
Luoghi:

MAMbo - Museo d'Arte Moderna di Bologna • Cinema Lumière • Garage Pincio • Cassero

Artisti:
- Alix Eynaudi  (FR AU)
- Anne Juren/Marianne Baillot/Alix Eynaudi (FR/AU/BE/PL)
- Daniela Cattivelli (IT)
- Dmitry Paranyushkin (RU-DE)
- Dracula Lewis/Out4Pizza (IT/US)
- Elise Florenty/Marcel Türkowsky (FR/DE)
- Eszter Salamon/Christine De Smedt (DE/BE)
- Mårten Spångberg/Linnea Martinsson (SW)
- Goodiepal (DK)
- Helm (GB)
- Junko (JP)
- Lucio Capece (AR-DE)
- Muna Mussie (IT-BE)
- Nature Theater of Oklahoma (US)
- Pierre Huyghe (FR)
- Riccardo Benassi (IT)
- Rose Kallal/Joe DeNardo(CA/US)
- Sara Manente (IT-BE)
- Sun Araw(US)
- Tony Conrad (US)

### Edizione 2014
Luoghi:

MAMbo - Museo d'Arte Moderna di Bologna • Cinema Lumière • Biblioteca Salaborsa

Artisti:
- Aki Onda (US-JP)
- Barokthegreat (IT)
- Ben Rivers/Ben Russell(UK/US)
- Ben Vida (US)
- Canedicoda(IT)
- Daniel Löwenbrück (Raionbashi) (DE)
- Dora Garcia (ES)
- Doreen Kutzke (DE)
- Enrico Boccioletti (IT)
- Èlg (FR)
- Gaëlle Boucand (FR)
- Ken Jacobs (US)
- Marco Berrettini (CH)
- Maria Hassabi (US-CY)
- Mette Edvardsen (NO-BE)
- MSHR (US)
- Neil Beloufa (FR)
- Porter Ricks (Thomas Köner/Andy Mellwig) (DE/DE)
- Rashad Becker (SY-DE)

### Edizione 2015
Luoghi:

Ex Ospedale dei Bastardini • MAMbo - Museo d'Arte Moderna di Bologna

Artisti:
- Adrian Rew (US)
- Alessandro di Pietro (IT)
- Andrea Magnani (IT)
- Andrew Norman Wilson (US)
- Anne de Vries (NL)
- Anthony Pateras (AT-DE)
- Auto Italia (US/GB)
- Ben Vickers/Holly White (GB/GB)
- Canedicoda (IT)
- Carola Spadoni (IT-DE)
- Claudia Triozzi (FR-IT)
- David Horvitz (US)
- Enrico Boccioletti (IT)
- Francesco Cavaliere (IT-DE)
- Gábor Lázár (HU)
- Harm van den Dorpel (NL)
- Ilja Karilampi (ES-DE)
- Jaakko Pallasvuo (FI-DE)
- Jack Hauser/Satu Herrala/Sabina Holzer/Jeroen Peeters (AT/FI/AT/BE)
- Jennifer Chan  (CA)
- Luciano Chessa (IT-US)
- MACON (FR)
- MK/Luca Trevisani/Franco Farinelli/Roberta Mosca/Sigourney Weaver/Lorenzo Bianchi Hoesch (IT)
- Marco Dal Pane (IT)
- Markus Öhrn (SE)
- Martin Kohout (CZ-DE)
- N.M.O. (Morten J Olsen/Rubén Patiño) (NO/ES)
- Ogino Knauss (IT-DE)
- Philip Corner (US)
- Riccardo Benassi (IT-DE)
- Roberto Fassone (IT)
- Salvatore Panu (IT)
- Seth Price (US)
- VA AA LR (Adam Asnan/Vasco Alves/Louie Rice) (GB/PT/GB)
- Valerio Tricoli (IT-DE)
- Vera Mantero & guests (PT)
- Xavier Le Roy (DE/FR)
- Yuri Pattison (IE)
- Z.B. Aids (FR)

### Edizione 2016
Luoghi:

MAMbo - Museo d'Arte Moderna di Bologna

Artisti:
- Alix Eynaudi
- Duppy Gun
- Florian Hecker
- Invernomuto
- Lamin Fofana
- Florian Hecker
- Marco Berrettini /* MELK PROD
- Minoru Sato
- Mårten Spångberg
- Primitive Art
- Sara Manente
- Trond Reinholdtsen
- Zapruder filmmakersgroup

### Edizione 2017
Luoghi:

Ex GAM • Teatro Comunale di Bologna • Galleria P420 • LOCALEDUE • CAR DRDE • Tripla

Artisti:
- Alexandra Bachzetsis (CH)
- Anastasia Ax  (SE)/C. Spencer Yeh (TW)
- Antonija Livingstone (CA)/Claudia Hill  (DE)
- Ashes Withyman Moore (CA)
- Carlos Casas (ES)
- Coro Alpino RC (IT)
- Costante Biz (IT)
- Cristina Kristal Rizzo (IT)
- Dana Michel (CA)
- Lorenzo Senni (IT)
- Luigi Ontani (IT)
- Margherita Morgantin (IT)/Martina Raponi (IT)
- Maria Hassabi (CY)
- Mattin (ES)/Miguel Prado (ES)
- Mette Edvardsen (NO-BL)
- Nico Vascellari (IT)
- Nicola Ratti  (IT)
- Nicolás Lamas  (PE)
- Olivier Kosta-Thèfaine (FR)
- Prurient (US)
- Silvia Costa (IT)
- Ulrich Krieger (DE)
- Valerio Tricoli (IT)

### Edizione 2018
Luoghi:

Ex GAM • Padiglione Esprit Nouveau • MAMbo - Museo d'Arte Moderna di Bologna • Galleria P420 • LOCALEDUE • CAR DRDE • GALLERIAPIÙ • Tripla • Galleria De' Foscherari

Artisti:
- Antonia Baehr/Latifa Laabissi/Nadia Lauro (DE/FR/FR)
- David Wampach  (FR)
- Goodiepal & Pals (DK)
- Hannah Sawtell (GB)
- Julian Weber (DE)
- Krõõt Juurak (EE)
- Leandro Nerefuh/Libidiunga Cardoso /Cecilia Lisa Eliceche/Caetano  (BR/GA)
- Liliana Moro (IT)
- Mark Fell & Drumming (GB/PT)
- Mark Fell & Justin F. Kennedy (GB/US)
- Mark Fell (GB)
- Mette Edvardsen(NL-BE)
- NO-PA PA-ON/Luciano Maggiore /Louie Rice  (IT/GB)
- Paolo Bufalini/Filippo Cecconi (IT)
- Rian Treanor  (GB)
- Rodrigo Sobarzo de Larraechea (CL-NL)

### Edizione 2019
Luoghi:

Galleria P420 •  Gelateria Sogni di Ghiaccio •  Fontana Parco della Montagnola •  Chiesa Evangelica Metodista •  Palazzo Volpe • Pinacoteca di Bologna •  Palazzo Pezzoli • Accademia di Belle Arti di Bologna • Cinema Modernissimo •  Ex negozio materiale elettrico Priori

Artisti:
- Barokthegreat (IT)
- Billy Bultheel (BE-DE)
- Catherine Christer Hennix (SE-DE)
- Doro Bengala (IT)
- Ellen Arkbro (SE)/Marcus Pal (SE)
- Gelateria Sogni di Ghiaccio (Filippo Marzocchi/Mattia Pajè) & friends  (Giovanni Rendina, Andrea Magnani, Daniele Guerrini) (IT)
- Marcelo Evelin/Demolition Incorporada (BR)
- Michele Rizzo (IT-NL)
- Simon Vincenzi (GB)
- Sorour Darabi (IR-FR)
- Stine Janvin (NO-DE)

### Edizione 2020
Luoghi:

Bologna outdoors • LOCALEDUE • P420 • Accademia di Belle Arti di Bologna • Spazio Hera • FMAV Fondazione Modena Arti Visive • Palazzo Vizzani • Teatro Auditorium Manzoni • Ex Chiesa di San Mattia
Artisti:
- YEAH YOU (Gustav Thomas and Elvin Brandhi) (GB)

Altri artisti invitati (eventi annullati per la pandemia COVID-19)::
- Geumhyung Jeong (KR)
- Katerina Andreou (GR/FR)
- Mette Edvardsen/Matteo Fargion (NO/BL/GB)
- Riccardo Benassi (IT)
- Onyx Ashanti (USA)
- Graham Lambkin (GB)
- Yasmine Hugonnet (CH)
- Canedicoda (IT)
- Cristina Kristal Rizzo/Charlie Laban Trier (IT/DK/NL)

### Edizione 2021
Luoghi:

Lungo Reno Quartiere Barca • Orti Comunali Boschetto
Artisti:
- Alessandro Di Pietro
- Alessandro Rilletti
- Alix Eynaudi
- Andrea Dionisi
- Andrea Magnani
- Annamaria Ajmone
- Anne Faucheret
- Attila Faravelli
- Biagio Caravano
- Bianca R. Schroeder
- Canedicoda
- Carolina Fanti
- Caterina Montanari
- Chiara Lucisano
- Christophe Albertijn
- Costanza Candeloro
- Cristina Kristal Rizzo
- Edoardo Ciaralli
- Elena Radice
- Eleonora Luccarini
- Enrico Gilardi
- Enrico Malatesta
- Francesca Duranti
- Francesca Ugolini
- Francesco Cavaliere
- g. olmo stuppia
- Gina Monaco
- Gitte Hendrikx
- Giuseppe Vincent Giampino
- Guillermo De Cabanyes
- Invernomuto
- Isabella Mongelli
- Jacopo Benassi
- Kinkaleri
- Laura Pante
- Lele Marcojanni
- Loredana Tarnovschi
- Lucia Amara
- Marco Mazzoni
- Marcos Simoes
- Margherita Morgantin
- Massimo Conti
- Mattia Paje
- Michele Di Stefano
- Michele Lori
- Michele Rizzo
- Milena Rossignoli
- mk
- Muna Mussie
- Nicola Ratti
- Paolo Bufalini
- Renato Grieco
- Roberta Mosca
- Roberta Pagani
- Sara Manente
- Sebastiano Geronimo
- Standards
- Virginia Genta
- Vittoria Caneva
- Zapruder